# Ceraspis quadripustulata
Ceraspis quadripustulata är en skalbaggsart som beskrevs av Blanchard 1850. Ceraspis quadripustulata ingår i släktet Ceraspis och familjen Melolonthidae. Inga underarter finns listade i Catalogue of Life.